# Distretto di Huánuco
Il distretto di Huánuco è un distretto del Perù nella provincia omonima (regione di Huánuco) con 74.774 abitanti al censimento 2007, dei quali 71.707 censiti in territorio urbano e 3.067 in territorio rurale.
È stato istituito al tempo dell'indipendenza del Perù, ed ha come capoluogo la città di Huánuco.